# Acacia ryaniana
Acacia ryaniana är en ärtväxtart som beskrevs av Bruce R. Maslin. Acacia ryaniana ingår i släktet akacior, och familjen ärtväxter. Inga underarter finns listade i Catalogue of Life.